# Мост краља Александра
Мост краља Александра, потпуног и званичног назива Мост краља Александра Карађорђевића или Мост витешког краља Александра, познат и као Земунски мост, био је друмски и трамвајски мост преко реке Саве у Београду.
Био је то први стални друмски мост преко Саве  у граду после скоро 250 година од Дугог моста направљеног 1688. године. Завршен 1934. године, био је оштећен и ван употребе од 1941, а потпуно срушен 1944. године, током Другог светског рата. Његови стубови су касније коришћени за савремени Бранков мост, подигнут 1956. године.
Мост је био поштован док је постојао описиван као „прелеп“ и „један од најважнијих објеката икада изграђених у Београду“, а југословенска и српска штампа описивала га је као „украс престонице”. Поред многобројних назива, међу Београђанима био је познат и као Ланчани и Висећи мост.
Био је дужине 474,7 м, висине 12 м, са главним распоном од 261 м. Изградња моста почела је у јулу 1930. године, завршена је 11. децембра 1934. године, а званично је отворен 16. децембра исте године. Имао је четири траке, две за аутомобилски, а друге две за трамвајски саобраћај.
Дана 11. априла 1941. је демолиран и био је ван употребе, а 16. априла 1944. комплетно уништен. Иза њега су остали стубови на којима се данас налази Бранков мост.
Руководилац пројекта изградње моста био је швајцарски инжењер Мирко Рош, а процес орнаментације дело је архитекте Николаја Краснова.

## Локација
На десној обали мост је почињао од луке Сава, у насељу Савамала, саобраћајног и трговачког чворишта и једног од најпрометнијих делова Београда у том периоду, изнад Карађорђеве улице. На левој обали мост је улазио у још мочварно и неурбанизовано подручје где је Нови Београд саграђен после 1948. године. Мост се настављао на пут који је повезивао Београд са Земуном, у правцу Ваздушног пристаништа Београд, на Бежанији, изграђеног 1927. године.
Током историје, међутим, на месту Моста краља Александра постојало је најмање 10 привремених, понтонских мостова. Изграђени су искључиво за освајање града током бројних битака и опсада Београда у историји, као 1521, 1595, 1688. или 1717. године. У историји је забележено 5 аустроугарских и 5 османских понтонских мостова на овом простору.
Данас се на пилонима Моста краља Александра налази  450 м дугачак Бранков мост, који повезује општину Стари град, односно центар Београда са Новим Београдом. Представља продужетак Бранкове улице, која га дели од насеља Косанчићев венац на северу и Зелени венац на југу. Кроз Теразијски тунел, Бранкова га повезује директно са центром града. На левој односно западној обали мост продире на Нови Београд између насеља Старо сајмиште на југу и Ушће, на северу. Протеже се у Булевар Михајла Пупина који, пролазећи између пословног центра Ушће и хотела Хајат Риџенси Београд, га повезује са Новим Београдом.

## Конструкција

### Развој
Први модерни мост у Београду био је Стари железнички мост, изграђен 1884. Пре формирања Краљевине Југославије 1918. године, Сава је била граница између Краљевине Србије и Аустроугарске. Након формирања Југославије, Влада и град су почели да размишљају о изградњи друмског моста. Концесионари су први пут позвани 1921. године. Новој држави је било потребно девет година да прикупи средства потребна за пројекат : 190 милиона динара држава је дала за мост и 30 милиона динара за приступне путеве.
Дневни лист Време, је 18. децембра 1928. године писало о томе да је „још пре неколико година” Министарство грађевина дало фирми Шујц и другови из Земуна концесију за подизање Земунског моста. Изградња моста била је везана за рок, али у уговору није поменуто кад тај рок, односно када изградња, почиње. Фирма се била обавезала да финансира изградњу моста, али да за накнаду добије могућност да мост известан број година експлоатише. Земунска оштина дала је свој пристанак, али општина Београда није се хтела сложити с тим да други експлоатише трамвајски саобраћај преко моста јер би се с тиме косили њени интереси. Да ли због тога или из недостатка материјатних средстава, фирма Шујц и другови није учинила ништа на подизању моста. Због тога је Илија Шуменковић, док је био Министар грађевина, поништио концесију и раскинуо уговор са фирмом Шујц. Фирма, која изгледа није одустала од намере да подигне Земунски мост жалила се на то решење Државном савету.
Године 1930. расписан је међународни архитектонски конкурс за друмски мост. Победник је била немачка компанија Фабрика машина Аугзбург-Нирнберг из Оберхаузена. Како је планирано да источни део моста почне на подручју луке Сава, у општини Савамала, предлози су укључивали минималну висину од 12 м и један распон преко реке од најмање 250 м, како мост не би представљао препреку за бродове који пролазе до луке и окрећу се испод моста.
Пре изградње моста, људи су се превозили скелом. Код будућег стуба моста се налазило брдо уз које је ишла улица Препеличка, познат и као Каљави сокак. До око 1930. године поред места стуба налазила се и кафана „Босфор”, која се претходно звала „Требиње”.

### Изградња
Изградњу моста најавио је министар Стеван Савковић у фебруару 1929. године. Након његовог пријема за новинаре тим поводом Политика је написала :
„Београд као престоница и центар државе, веза у међународном саобраћају између Европе и Истока, није везан друмском везом са свим покрајинама. Србија, која је у тесној вези са Војводином, Хрватском у погледу привредном, нема сувоземну везу с њима, иако су, једна на другу упућене. Исто тако Земун је после рата упућен на Београд. Наша престоница са 350 хиљада становника треба да има везу једним мостом са Земуном, који је стварно, његово предграђе.”
Конкурс за пројекат моста са приступним саобраћајницама Министарство грађевина расписало је у мају 1929. године. Изградња је почела у јулу 1930. године, а изградили су га заједнички, немачко предузеће Фабрика машина Аугзбург-Нирнберг, које је изводило радове са челиком и француско предузеће Société de Construction des Batignolles, која је изводило све остале радове. Укупна дужина моста била је 474,7 м. Главна конструкција моста је изведена као висећи мост и ширила преко 411 м преко реке, а главни распон је био дугачак 261 м.
Мост је направљен по узору на Милхајмски мост преко Рајне, у Келну. Трећи „близанац”, по готово истом пројекту, изграђен је у Бечу, преко Дунава. Друга инкарнација Рајхсбрикеа пропала је услед структуралног квара 1. августа 1976. године.
Рок за завршетак радова био је 8. јун 1933. године, али је овај рок из разних разлога више пута продужен. Хуверов мораторијум из 1931. председника Сједињених Америчких Држава, Херберта Хувера обуставио је исплату репарација, па је набавка гвоздене конструкције одложена. Велики проблеми су били око експропријације парцела на београдској страни, где је требало да се граде приступне саобраћајнице.
Подручје је већ било потпуно урбанизовано и насељено зградама, али се проблем континуирано одлагао. Подземне воде су поплавиле простор испред зграде Државне штампарије. Проблем је постојао и раније, али су радови на одводњавању и изградњи заштитног зида извођени тек након што је градња моста већ почела, па чак и физички блокиран приступ градилишту моста.
Спајање последњих делова гвоздене конструкције завршено је у новембру 1933. године, али је требало још годину дана да се заврше прилазни путеви. Пешчана плажа са колибама, кафанама и баракама, које су рибари користили као шупе, заузимала је простор где је требало да се изгради приступна рампа са леве, земунске стране. Било је то једно од омиљених места за одмор Београђана, на левој обали Саве, северно од будућег моста, у данас насељу Ушће. Људи су из града превожени малим чамцима, а полазиште је била мала кафана „Мало пристаниште” у Савамали.
Ручно су рушени објекти, међу којима и бројне кафане : „Остенде“, „Здравље“, „Абаџија“, „Јадран“, „Крф“, „Дубровник“, „Адрија“ и друге. Једина која није срушена је „Ница“, претходница модерног ресторана Ушће.  Укупно је срушено 20 исправних објеката и 2.000 колиба, барака, шупа и других, а то су заједнички одрадиле општине Земун и Бежанија, које су биле власнице половине земљишта, као и објеката који су се на њему налазили. План је био да се уместо тога направи насип. Међутим, сама плажа је преживела изградњу моста 1934. године јер је само олакшала приступ ка њој. Плажа је коначно затворена 1938. године када је почела изградња насипа. Сама плажа се звала Ница, по једној од кафана.
Носиви пилон на десној обали изграђен је, по неким гласинама на рушевинама некадашње Лиман џамије. Остаци су прво морали да се уклоне, а одатле и извор популарног мита након рушења, да је мост проклет.
Изградња моста коштала је око 185 милиона динара, а још 35 милиона динара дато је на експропријације зграда на прилазу мосту.
Руководилац пројекта изградње моста био је швајцарски инжењер Мирко Рош.

### Отварање
Дана 11. и 12. децембра 1934. године мост је тестиран тако што је преко њега прешло више десетина градских цистерни. Према уговору, свечано је требало да буде отворен 7. новембра, али је отварање каснило.
Свечано је отворен 16. децембра 1934. године, дан пре рођендана краља Александра и освештан је од стране патријарха Варнаве и многобројног свештенства, а преко њега је тада прешло 700 коњаника. Јединица је била комбинована од коњаника Краљевске гарде, Коњице ниже официрске школе и Земунског ђачког одреда. Да би доказали висок квалитет моста, четири пута су преко њега прешли. Краљ Александар, по коме је мост и добио име, убијен је 9. октобра 1934. године у Марсељу, па је мост отворио принц регент Павле Карађорђевић.
У говору приликом отварања моста, којем су присуствовали сви чланови Владе Краљевине Југославије, министар грађевине Стјепан Сркуљ је изјавио :
Овај мост је културно дело првога реда, који ће кроз столећа бити сведок наше техничке способности и као такав, он је речен дело и последња реч технике. Са њим се може такмичити само Мост на Рајни код Келна, али је овај још виткији и елегантнији. Све што је досада постигнуто у мостоградњама примењено је код овога моста, које се ево у својој лепоти и вели својој нама приказује. Извршена пробна оптерећења показала су потпуно правилан и еластичан рад моста и ванредну издржљивост према осцилацијама услед покретних сила. Једном речју, мост нам пружа све гаранције за саобраћај и сигурност.
Први путник преко моста био је патријарх Варнава, његовом аутомобилу по повратку из Сремских Карловаца је било дозвољено да пређе мост, 30. новембра 1934. године.
Према попису становништва из 1931. године, Београд је имао 266.849 становника, док западна обала још није била урбанизована и тад је око 150.000 грађана прешло мост на дан отварања. Рош је убеђивао људе да је „нормално“ да се мост заљуља 13 цм и да је савршено безбедан. Штампа је навела да се мост током коњичког тестирања љуљао као играчка на опругама испод само 350 тона, иако је пројектован да носи 25.000 тона, али и уверавала јавност да је то нормално и да је мост уметничко дело савремене технологије.
Првих месеци се при прелазу преко моста плаћала трошарина. Мада је Земун био прикључен Београду, у ранијим, приватним, општинским буџетима је предвиђена та ставка, која се поштује да буџет не би био неуравнотежен. О прикључењу Земуна трошаринском реону Београдске општине одлучено је у марту 1935. Очекивано време путовања трамваја од Теразија до Земуна било је 10-12 минута.
Два дана након отварања укинута је званична баржа-скела линија Београд-Земун, а након отварања и Моста Краља Петра II, смањио се капацитет речног превоза између обала Београда.

## Историјат

### Будућа дешавања
Дана 5. новембра 1935. успостављена је прва трамвајска линија преко моста. Три посебно украшене трамвајске композиције кренуле су од почетне тачке хотела Москва до Земуна. Трамвајска пруга је носила ознаку „број 14”, имала је 7 станица и повезивала је Београд и Земун путем Хотел Москва/Теразије-Хотел Централ/Земун, па је народ колоквијално називао мост „Земунски мост”, „Висећи мост” или „Ланчани мост”. Од фебруара 1937. године највећа дозвољена брзине трамваја на мосту била је 60 km/h.
Почетком 1934. године појавила се идеја о постављању статуа на два пилона. Вајар Иван Мештровић је предложио четири коњаника, по два на пилону са две стране моста. Коњаници су требали представљати српског цара Стефана Душана, хрватског краља Томислава; краља Срба, Босне, Приморја и Хумске земље Стефана Твртка I Котроманића и Петра I Карађорђевића. Душан и Петар су требали бити постављени на источним пилонима, а Томислав и Тврко на западним. Стубови на којима је требало да буду постављени коњаници замишљени су као високи 22 м, а са висином пилона од 23 м, статуе су требале бити постављене на 45 м високо постоље.
Велики број архитеката, инжењера и вајара протестовао је из неколико разлога : непоштовање поступка избора вајара, висока цена подухвата док су фигуре означене као нефункционалне. Посебно против ове идеје био је архитекта Драгиша Брашован. Мештровић је оптужен и за мегаломанију и за кварење моста. Као резултат овог противљења, пројекат је одбачен.
У августу 1937. године у једном дану преко моста је прешло 16.326 пешака и 4.636 возила, од чега 1.443 „луксузних аутомобила” и 140 теретних аутомобила ; аутобуси и трамваји су превезли 5.380 путника.
Мост је постао омиљено место београдских матураната. Окупљали су се на мосту на дан матуре и бацали капе и књиге у Саву.

### Други светски рат
Немачка инвазија на Југославију почела је 6. априла 1941. тешким ваздушним бомбардовањем, посебно Београда. У узалудном покушају да заустави немачку војску која је напредовала, Војска Југославије одлучила је да сруши сва три моста која су у то време постојала у Београду (друга два су Стари железнички мост и Мост Краља Петра II). Војном команданту Београда, генералу Војиславу Николајевићу, наређено је да их сруши, а наређење за Мост краља Александра извршио је мајор Велимир Пилетић. Мост је ожичен експлозивом 11. априла 1941. године. Током ноћи је дигнут у ваздух и био ван употребе, али осим што није зауставио окупаторску војску, рушење је директно изазвало смртоносну несрећу.
Пошто је Краљевска војска била у расулу, дигли су мост у ваздух док је реморкер под називом „Танаско Рајић” вукао војни транспортни брод Корана са југословенским војницима, превозећи их на резервни положај у село Остружница, низводно Савом. Не видевши бродове у мрклом мраку, војни инжењери су дигли мост у ваздух и конструкција је пала директно на бродове, убивши 95 од 110 војника и чланова посаде.
Иако неупотребљив од априла 1941. године, остаци моста су постојали све до бомбардовања Београда од стране савезника 16. априла 1944. када је потпуно срушен.

## Архитектура
Конструкција моста изведена је у српско-византијском стилу, постављена на два стуба од армираног бетона, док су га држале челичне сајле.
Посебан појам дат је декорацији моста. Процес орнаментације дело је архитекте Николаја Краснова, познатом по другим монументалним градским грађевинама. Тежиште улепшавања није било на телу моста, већ на споредним објектима : потпорним стубовима, приступним рампама, подконструкцији и високом стубу на источном прилазу, између Карађорђеве улице и обале. Краснов је предвидео декорацију фасаде у пешчар. Највећи утицај имала је романска архитектура са детаљима из византијске архитектуре које је Краснов сматрао прикладним за, иначе, масивне пилоне на којима је изграђен мост. Један од извора декоративних елемената била је хералдика. Краснов је одбацио првобитну идеју резбарења личних, династичких хералдичких симбола и украсио фасаде државним симболима, укључујући укупно 8 југословенских грбова.
Краснов је 1935. направио додатне планове за одликовања, после убиства краља Александра. Нови пројекат је био фокусиран на носаче пилона, на које се ослањало тело моста. Челични носачи су требали бити пресвучени позлаћеном бронзом са краљевским крунама изнад њих. На хоризонталним пречкама требало је написати последње краљеве речи (које се данас углавном сматрају лажним): „Чувај Југославију“. Између речи је требало да буде постављен државни грб у бронзи, висок 3,5 м. Пројекат је остао на папиру јер се у то време сматрао прескупим.

## Важност
Мост је поштован након што је завршен. Описан је као „прелеп”, „један од најважнијих објеката икада изграђених у Београду” и „висећи колос”. Означен као „главни грађевински пројекат током међуратног периода”, хваљен је због важне инфраструктурне и симболичне вредности јер је био први друмски мост који је изнедрио Саву, завршавајући своју намену као гранични мост и означавајући правце у којима се град налазио и где ће се развијати.
Београд и Земун су се вековима развијали потпуно независно и највећим делом током историје два града су припадала двема различитим државама. Земун је 4. октобра 1929. године ушао у састав исте административне јединице као и Београд. Након што је мост завршен и успостављена стална путна веза, Земун је 1934. године изгубио статус посебног града у односу на Београд.
Такође 1934. године планови града проширени су на стварање новог урбаног ткива које би повезивало Београд и Земун. Тридесетих година 20. века припадници имућне београдске елите почели су да купују земљу од мештана Бежаније, која се у то време административно простирала све до Моста краља Александра, који је представљао деоницу између Бежаније и Земуна. Од 1933. године почиње да се развија насеље које се састоји углавном од појединачних вила. Такође, група белоруских емиграната изградила је неколико мањих зграда, које су углавном изнајмљивали фурмани који су преносили робу преко реке.
Како је насеље, које је постало познато као Нови Београд, изграђено без грађевинских дозвола, власти су претиле да ће га срушити, али је 1940. године власт званично „легализовала неформално насеље Нови Београд“. Пре тога, град је већ полузванично признао ново насеље, јер је помогао у изградњи његових улица и путева. До 1939. већ је имао неколико хиљада становника, представника у градској кући, а незванично се звао Нови Београд.
Године 1937. године за потребе одржавања Београдског сајма, подигнут је комплекс зграда поред већ постојећег насеља и јужно од земунског дела моста. 
Изграђен је за три месеца, а објекат је отворен 11. септембра 1937. На њему се налазио нови Београдски сајам (отуда и назив) са модерним и уметничким зградама и конструкцијама, укључујући конструкцију са високим металним шиљцима, која је постала позната као Централна кула. По пројекту архитеката Миливоја Тричковића, Рајка Татића и Ђорђа Лукића, замишљен је као монументални модерни комплекс, са централном кулом као доминантним мотивом. Око њега су изграђени павиљони за изложбе : пет југословенских, један за задужбину Николе Спасића и национални павиљони Италије, Чехословачке, Румуније, Мађарске и холандске компаније Philips. Комплекс је обухватао : 17.000 м2 покривеног изложбеног простора, 20.000 м2 отвореног изложбеног простора, 25.000 м2 травњака и цветних леја и 2 м2 пута и стаза. Претворен је у концентрациони логор Сајмиште током Другог светског рата, а данас се тај простор зове Старо сајмиште.

## Период након рушења моста
Како је то био једини друмски мост преко Саве, Немцима је био потребан мост за превоз трупа, рањеника, војне опреме и сировина из средње у јужну Европу. Првобитно су изградили понтонски мост на чамцима, одмах поред јужно од срушеног моста, где су били павиљони Београдског сајма. Немци су користили око 600 м покретне мостовске конструкције коју су запленили од југословенске војске у Шапцу. На брзину изграђен 24. априла 1941. године, неколико дана касније срушио се са неколико немачких возила која су пала у реку. Нешто даље изграђен је још један понтонски мост истог типа. Понтонски мостови су имали „подневну паузу“, када су били искључени да би бродови могли да прођу. Немци су одлучили да репарација моста буде велика операција, па су 1942. године преместили мост који су управо изградили преко реке Тисе код Жабља. Тај мост је данас познат као Стари савски мост.
После Другог светског рата, пошто је мост порушен и неколико трамваја је остало на земунској страни, поново је успостављена трамвајска пруга на западној обали која повезује Земун и Старо сајмиште, линија бр. 14.
Нови мост на истој локацији, данас познат као Бранков мост, изграђен је 1956. године. Он заправо користи доње делове стубова некадашњег моста као спољна ограничења за своја два споредна распона. Тело моста је обезбедила немачка компанија МАН СЕ, која је 1934. године заједно саградила његовог претходника, Мост краља Александра.
Декоративни елементи Николаја Краснова на пилонима су преживели оба светска рата, али су их нове власти СФР Југославије уклониле шездесетих година 20. века. У јуну 2020. године најављено је да ће украсни грбови бити поново креирани на пилонима, али тај пројекат није изведен. Почевши од 2010-их, неке организације су континуирано промовисале идеју враћања првобитног изгледа мосту и враћања првобитног назива мосту.
Симболично, Мост краља Александра постоји и данас, у виду Савског моста у Краљеву. Користећи делове срушеног моста, инжењери су формирали мањи, али функционалан мост, који је превезен у Краљево и постављен преко реке Ибар.

## Галерија
| - Отварање моста (слика 1) - Отварање моста (слика 2) - Освештавање моста - Поглед на мост - Трамвајска линија на мосту - Панорамски поглед на мост - Уништен мост (слика 1) - Уништен мост (слика 2) - Уништен мост (слика 3) - Уништен мост (слика 4) - Уништен мост (слика 5) - Предложене статуе на мосту |